# La Copechagnière
La Copechagnière is een gemeente in het Franse departement Vendée (regio Pays de la Loire) en telt 672 inwoners (1999). De plaats maakt deel uit van het arrondissement La Roche-sur-Yon.

## Geografie
De oppervlakte van La Copechagnière bedraagt 9,7 km², de bevolkingsdichtheid is 69,3 inwoners per km².
De onderstaande kaart toont de ligging van La Copechagnière met de belangrijkste infrastructuur en aangrenzende gemeenten.

## Demografie
Onderstaande figuur toont het verloop van het inwonertal (bron: INSEE-tellingen).

1. ↑  Populations de référence 2022.